# Enschede
Enschede – miasto we wschodniej Holandii, w prowincji Overijssel, przy granicy z Niemcami. Około 163 tys. mieszkańców.
W mieście znajduje się stacja kolejowa.
Enschede utrzymuje kontakty partnerskie z miastem Greifswald w Niemczech.
W mieście rozwinął się przemysł spożywczy oraz fotochemiczny.

## Historia
Początki miasta sięgają co najmniej XIII wieku. Enschede posiadało wtedy ufortyfikowany dwór, kościół i rynek. Prawa miejskie nadano około 1300 roku, a ich potwierdzenie znaleźć można w zapisach biskupa Utrechtu z 1325 roku.
Pomimo wojny osiemdziesięcioletniej miasto uniknęło w 1597 roku zniszczeń, kiedy po oblężeniu hiszpański garnizon poddał się silniejszym Holenderom.
W XVI oraz XVIII wieku Enschede dwukrotnie uległo pożarom. Pomimo utraty sporej części drewnianej zabudowy zachowało swój układ urbanistyczny. Kolejny wybuchł w 1862 r. i zbiegł się ze sporym wzrostem liczby ludności. Dotknął on przede wszystkim zakładów włókienniczych, ale pozbawił też kilka tysięcy osób dachu nad głową.
Podczas drugiej wojny światowej ze względu na bliskość Niemiec szybko zostało opanowane przez nazistów. W 1943 i 1944 dwukrotnie ostrzelane przez aliantów na skutek pomyłek z położonymi w głębi Rzeszy Gronau, Ahaus i Ochtrup. Dzięki zabiegom gminy żydowskiej i protestantów ocalono blisko 40% przedwojennej mojżeszowej społeczności Enschede.
13 maja 2000 w mieście miał miejsce wybuch w fabryce fajerwerków, w którym zginęły 23 osoby.

## Miasta partnerskie
- Palo Alto
- Dalian